# Bilan saison par saison du Leeds United Football Club
Cette page présente le bilan saison par saison de Leeds United dans le championnat d'Angleterre de football, les coupes d'Angleterre et les compétitions européennes depuis 1919.

## Légende du tableau
| Champion / Vainqueur | Deuxième / Finaliste | Troisième | Promotion | Relégation |

Les changements de divisions sont indiqués en gras.
- Première division = Division 1 (jusqu'en 1992), puis Premier League (depuis 1992)
- Deuxième division = Division 2 (jusqu'en 1992), puis Division 1 (1992-2004), puis Championship (depuis 2004)
- Troisième  division = Division 3 (jusqu'en 1992), puis Division 2 (1992-2004), puis League One (depuis 2004)

- C1 = Coupe des clubs champions européens (jusqu'en 1992), puis Ligue des champions (depuis 1992)
- C2 = Coupe des coupes (1960-1999)
- C3 = Coupe des villes de foires (1955-1971), puis Coupe UEFA (1971-2009), puis Ligue Europa (depuis 2009)

## Bilan toutes compétitions confondues
| Saison                                                                                  | Championnat    | Championnat | Championnat | Championnat | Championnat | Championnat | Championnat | Championnat | Championnat | Championnat | Coupes nationales  | Coupes nationales | Coupes nationales | Coupes d'Europe | Coupes d'Europe  |
| Saison                                                                                  | Division       | Pos         | Pts         | J           | V           | N           | D           | BP          | BC          | Diff.       | Coupe d'Angleterre | Coupe de la Ligue | Supercoupe        | Compétition     | Résultat         |
| --------------------------------------------------------------------------------------- | -------------- | ----------- | ----------- | ----------- | ----------- | ----------- | ----------- | ----------- | ----------- | ----------- | ------------------ | ----------------- | ----------------- | --------------- | ---------------- |
| 1919-1920                                                                               | Midland League | 12e         | 31          | 34          | 11          | 9           | 14          | 56          | 56          | 0           | —                  | —                 | —                 | —               | —                |
| 1920-1921                                                                               | Division 2     | 14e         | 38          | 42          | 14          | 10          | 18          | 40          | 45          | -5          | Abandon            | —                 | —                 | —               | —                |
| 1921-1922                                                                               | Division 2     | 8e          | 45          | 42          | 16          | 13          | 13          | 48          | 38          | +10         | Premier tour       | —                 | —                 | —               | —                |
| 1922-1923                                                                               | Division 2     | 7e          | 47          | 42          | 18          | 11          | 13          | 43          | 36          | +7          | Deuxième tour      | —                 | —                 | —               | —                |
| 1923-1924                                                                               | Division 2     | 1er         | 54          | 42          | 21          | 13          | 9           | 61          | 35          | +26         | Troisième tour     | —                 | —                 | —               | —                |
| 1924-1925                                                                               | Division 1     | 18e         | 34          | 42          | 11          | 12          | 19          | 46          | 59          | -13         | Premier tour       | —                 | —                 | —               | —                |
| 1925-1926                                                                               | Division 1     | 19e         | 36          | 42          | 14          | 8           | 20          | 64          | 76          | -12         | Troisième tour     | —                 | —                 | —               | —                |
| 1926-1927                                                                               | Division 1     | 21e         | 30          | 42          | 11          | 8           | 23          | 69          | 88          | -19         | Quatrième tour     | —                 | —                 | —               | —                |
| 1927-1928                                                                               | Division 2     | 2e          | 57          | 42          | 25          | 7           | 10          | 98          | 49          | +49         | Troisième tour     | —                 | —                 | —               | —                |
| 1928-1929                                                                               | Division 1     | 13e         | 41          | 42          | 16          | 9           | 17          | 71          | 84          | -13         | Quatrième tour     | —                 | —                 | —               | —                |
| 1929-1930                                                                               | Division 1     | 5e          | 46          | 42          | 20          | 6           | 16          | 79          | 63          | +16         | Quatrième tour     | —                 | —                 | —               | —                |
| 1930-1931                                                                               | Division 1     | 21e         | 31          | 42          | 12          | 7           | 23          | 68          | 81          | -13         | Cinquième tour     | —                 | —                 | —               | —                |
| 1931-1932                                                                               | Division 2     | 2e          | 54          | 42          | 22          | 10          | 10          | 78          | 54          | +24         | Troisième tour     | —                 | —                 | —               | —                |
| 1932-1933                                                                               | Division 1     | 8e          | 44          | 42          | 15          | 14          | 13          | 59          | 62          | -3          | Cinquième tour     | —                 | —                 | —               | —                |
| 1933-1934                                                                               | Division 1     | 9e          | 42          | 42          | 17          | 8           | 17          | 75          | 66          | +9          | Troisième tour     | —                 | —                 | —               | —                |
| 1934-1935                                                                               | Division 1     | 18e         | 38          | 42          | 13          | 12          | 17          | 75          | 92          | -17         | Quatrième tour     | —                 | —                 | —               | —                |
| 1935-1936                                                                               | Division 1     | 11e         | 41          | 42          | 15          | 11          | 16          | 66          | 64          | +2          | Cinquième tour     | —                 | —                 | —               | —                |
| 1936-1937                                                                               | Division 1     | 19e         | 34          | 42          | 15          | 4           | 23          | 60          | 80          | -20         | Troisième tour     | —                 | —                 | —               | —                |
| 1937-1938                                                                               | Division 1     | 9e          | 43          | 42          | 14          | 15          | 13          | 64          | 69          | -5          | Quatrième tour     | —                 | —                 | —               | —                |
| 1938-1939                                                                               | Division 1     | 13e         | 41          | 42          | 16          | 9           | 17          | 59          | 67          | -8          | Quatrième tour     | —                 | —                 | —               | —                |
| Aucune compétition disputée entre 1939 et 1945 en raison de la Seconde Guerre mondiale. |                |             |             |             |             |             |             |             |             |             |                    |                   |                   |                 |                  |
| 1945-1946                                                                               | —              | —           | —           | —           | —           | —           | —           | —           | —           | —           | Troisième tour     | —                 | —                 | —               | —                |
| 1946-1947                                                                               | Division 1     | 22e         | 18          | 42          | 6           | 6           | 30          | 45          | 90          | -45         | Troisième tour     | —                 | —                 | —               | —                |
| 1947-1948                                                                               | Division 2     | 18e         | 36          | 42          | 14          | 8           | 20          | 62          | 72          | -10         | Troisième tour     | —                 | —                 | —               | —                |
| 1948-1949                                                                               | Division 2     | 15e         | 37          | 42          | 12          | 13          | 17          | 55          | 63          | -8          | Troisième tour     | —                 | —                 | —               | —                |
| 1949-1950                                                                               | Division 2     | 5e          | 47          | 42          | 20          | 8           | 14          | 54          | 45          | +9          | Quarts de finale   | —                 | —                 | —               | —                |
| 1950-1951                                                                               | Division 2     | 5e          | 48          | 42          | 20          | 8           | 14          | 63          | 55          | +8          | Quatrième tour     | —                 | —                 | —               | —                |
| 1951-1952                                                                               | Division 2     | 6e          | 47          | 42          | 18          | 11          | 13          | 59          | 57          | +2          | Cinquième tour     | —                 | —                 | —               | —                |
| 1952-1953                                                                               | Division 2     | 10e         | 43          | 42          | 14          | 15          | 13          | 71          | 63          | +8          | Troisième tour     | —                 | —                 | —               | —                |
| 1953-1954                                                                               | Division 2     | 10e         | 43          | 42          | 15          | 13          | 14          | 89          | 81          | +8          | Troisième tour     | —                 | Vainqueur         | —               | —                |
| 1954-1955                                                                               | Division 2     | 4e          | 53          | 42          | 23          | 7           | 12          | 70          | 53          | +17         | Troisième tour     | —                 | —                 | —               | —                |
| 1955-1956                                                                               | Division 2     | 2e          | 52          | 42          | 23          | 6           | 13          | 80          | 60          | +20         | Troisième tour     | —                 | —                 | —               | —                |
| 1956-1957                                                                               | Division 1     | 8e          | 44          | 42          | 15          | 14          | 13          | 72          | 63          | +9          | Troisième tour     | —                 | —                 | —               | —                |
| 1957-1958                                                                               | Division 1     | 17e         | 37          | 42          | 14          | 9           | 19          | 51          | 63          | -12         | Troisième tour     | —                 | —                 | —               | —                |
| 1958-1959                                                                               | Division 1     | 15e         | 34          | 42          | 12          | 10          | 20          | 57          | 74          | -17         | Troisième tour     | —                 | —                 | —               | —                |
| 1959-1960                                                                               | Division 1     | 21e         | 34          | 42          | 12          | 10          | 20          | 65          | 92          | -27         | Troisième tour     | —                 | —                 | —               | —                |
| 1960-1961                                                                               | Division 2     | 14e         | 38          | 42          | 14          | 10          | 18          | 75          | 83          | -8          | Troisième tour     | Quatrième tour    | —                 | —               | —                |
| 1961-1962                                                                               | Division 2     | 19e         | 36          | 42          | 12          | 12          | 18          | 50          | 61          | -11         | Troisième tour     | Quatrième tour    | —                 | —               | —                |
| 1962-1963                                                                               | Division 2     | 5e          | 48          | 42          | 19          | 10          | 13          | 79          | 53          | +26         | Cinquième tour     | Troisième tour    | —                 | —               | —                |
| 1963-1964                                                                               | Division 2     | 1er         | 63          | 42          | 24          | 15          | 3           | 71          | 34          | +37         | Quatrième tour     | Quatrième tour    | —                 | —               | —                |
| 1964-1965                                                                               | Division 1     | 2e          | 61          | 42          | 26          | 9           | 7           | 83          | 52          | +31         | Finale             | Troisième tour    | —                 | —               | —                |
| 1965-1966                                                                               | Division 1     | 2e          | 55          | 42          | 23          | 9           | 10          | 79          | 38          | +41         | Quatrième tour     | Troisième tour    | —                 | C3              | Demi-finales     |
| 1966-1967                                                                               | Division 1     | 4e          | 55          | 42          | 22          | 11          | 9           | 62          | 42          | +20         | Demi-finales       | Quatrième tour    | —                 | C3              | Finale           |
| 1967-1968                                                                               | Division 1     | 4e          | 53          | 42          | 22          | 9           | 11          | 71          | 41          | +30         | Demi-finales       | Vainqueur         | —                 | C3              | Vainqueur        |
| 1968-1969                                                                               | Division 1     | 1er         | 67          | 42          | 27          | 13          | 2           | 66          | 26          | +40         | Troisième tour     | Quatrième tour    | —                 | C3              | Quarts de finale |
| 1969-1970                                                                               | Division 1     | 2e          | 57          | 42          | 21          | 15          | 6           | 84          | 49          | +35         | Finale             | Troisième tour    | Vainqueur         | C1              | Demi-finales     |
| 1970-1971                                                                               | Division 1     | 2e          | 64          | 42          | 27          | 10          | 5           | 72          | 30          | +42         | Cinquième tour     | Deuxième tour     | —                 | C3              | Vainqueur        |
| 1971-1972                                                                               | Division 1     | 2e          | 57          | 42          | 24          | 9           | 9           | 73          | 31          | +42         | Vainqueur          | Troisième tour    | —                 | C3              | Premier tour     |
| 1972-1973                                                                               | Division 1     | 3e          | 53          | 42          | 21          | 11          | 10          | 71          | 45          | +26         | Finale             | Quatrième tour    | —                 | C2              | Finale           |
| 1973-1974                                                                               | Division 1     | 1er         | 62          | 42          | 24          | 14          | 4           | 66          | 31          | +35         | Cinquième tour     | Deuxième tour     | —                 | C3              | Troisième tour   |
| 1974-1975                                                                               | Division 1     | 9e          | 45          | 42          | 16          | 13          | 13          | 57          | 49          | +8          | Quarts de finale   | Quatrième tour    | Finale            | C1              | Finale           |
| 1975-1976                                                                               | Division 1     | 5e          | 45          | 42          | 16          | 13          | 13          | 65          | 46          | +19         | Quatrième tour     | Troisième tour    | —                 | —               | —                |
| 1976-1977                                                                               | Division 1     | 10e         | 42          | 42          | 15          | 12          | 15          | 48          | 51          | -3          | Demi-finales       | Deuxième tour     | —                 | —               | —                |
| 1977-1978                                                                               | Division 1     | 9e          | 46          | 42          | 18          | 10          | 14          | 63          | 53          | +10         | Troisième tour     | Demi-finales      | —                 | —               | —                |
| 1978-1979                                                                               | Division 1     | 5e          | 50          | 42          | 18          | 14          | 10          | 70          | 52          | +18         | Quatrième tour     | Demi-finales      | —                 | —               | —                |
| 1979-1980                                                                               | Division 1     | 11e         | 40          | 42          | 13          | 14          | 15          | 46          | 50          | -4          | Troisième tour     | Deuxième tour     | —                 | C3              | Deuxième tour    |
| 1980-1981                                                                               | Division 1     | 9e          | 44          | 42          | 17          | 10          | 15          | 39          | 47          | -8          | Troisième tour     | Deuxième tour     | —                 | —               | —                |
| 1981-1982                                                                               | Division 1     | 20e         | 42          | 42          | 10          | 12          | 20          | 39          | 61          | -22         | Quatrième tour     | Deuxième tour     | —                 | —               | —                |
| 1982-1983                                                                               | Division 2     | 8e          | 60          | 42          | 13          | 21          | 8           | 51          | 46          | +5          | Quatrième tour     | Troisième tour    | —                 | —               | —                |
| 1983-1984                                                                               | Division 2     | 10e         | 60          | 42          | 16          | 12          | 14          | 55          | 56          | -1          | Troisième tour     | Troisième tour    | —                 | —               | —                |
| 1984-1985                                                                               | Division 2     | 7e          | 69          | 42          | 19          | 12          | 11          | 66          | 43          | +23         | Troisième tour     | Troisième tour    | —                 | —               | —                |
| 1985-1986                                                                               | Division 2     | 14e         | 53          | 42          | 15          | 8           | 19          | 56          | 72          | -16         | Troisième tour     | Troisième tour    | —                 | —               | —                |
| 1986-1987                                                                               | Division 2     | 4e          | 68          | 42          | 19          | 11          | 12          | 58          | 44          | +14         | Demi-finales       | Deuxième tour     | —                 | —               | —                |
| 1987-1988                                                                               | Division 2     | 7e          | 69          | 44          | 19          | 12          | 13          | 61          | 51          | +10         | Troisième tour     | Troisième tour    | —                 | —               | —                |
| 1988-1989                                                                               | Division 2     | 10e         | 67          | 46          | 17          | 16          | 13          | 59          | 50          | +9          | Quatrième tour     | Troisième tour    | —                 | —               | —                |
| 1989-1990                                                                               | Division 2     | 1er         | 85          | 46          | 24          | 13          | 9           | 79          | 52          | +27         | Troisième tour     | Deuxième tour     | —                 | —               | —                |
| 1990-1991                                                                               | Division 1     | 4e          | 64          | 38          | 19          | 7           | 12          | 65          | 47          | +18         | Quatrième tour     | Demi-finales      | —                 | —               | —                |
| 1991-1992                                                                               | Division 1     | 1er         | 82          | 42          | 22          | 16          | 4           | 74          | 37          | +37         | Troisième tour     | Cinquième tour    | —                 | —               | —                |
| 1992-1993                                                                               | Premier League | 17e         | 51          | 42          | 12          | 15          | 15          | 57          | 62          | -5          | Quatrième tour     | Troisième tour    | Vainqueur         | C1              | Deuxième tour    |
| 1993-1994                                                                               | Premier League | 5e          | 70          | 42          | 18          | 16          | 8           | 65          | 39          | +26         | Quatrième tour     | Deuxième tour     | —                 | —               | —                |
| 1994-1995                                                                               | Premier League | 5e          | 73          | 42          | 20          | 13          | 9           | 59          | 38          | +21         | Cinquième tour     | Deuxième tour     | —                 | —               | —                |
| 1995-1996                                                                               | Premier League | 13e         | 43          | 38          | 12          | 7           | 19          | 40          | 57          | -17         | Quarts de finale   | Finale            | —                 | C3              | Deuxième tour    |
| 1996-1997                                                                               | Premier League | 11e         | 46          | 38          | 11          | 13          | 14          | 28          | 38          | -10         | Cinquième tour     | Troisième tour    | —                 | —               | —                |
| 1997-1998                                                                               | Premier League | 5e          | 59          | 38          | 17          | 8           | 13          | 57          | 46          | +11         | Quarts de finale   | Quatrième tour    | —                 | —               | —                |
| 1998-1999                                                                               | Premier League | 4e          | 67          | 38          | 18          | 13          | 7           | 62          | 34          | +28         | Cinquième tour     | Quatrième tour    | —                 | C3              | Deuxième tour    |
| 1999-2000                                                                               | Premier League | 3e          | 69          | 38          | 21          | 6           | 11          | 58          | 43          | +15         | Cinquième tour     | Quatrième tour    | —                 | C3              | Demi-finales     |
| 2000-2001                                                                               | Premier League | 4e          | 68          | 38          | 20          | 8           | 10          | 64          | 43          | +21         | Quatrième tour     | Troisième tour    | —                 | C1              | Demi-finales     |
| 2001-2002                                                                               | Premier League | 5e          | 66          | 38          | 18          | 12          | 8           | 53          | 37          | +16         | Troisième tour     | Quatrième tour    | —                 | C3              | Quatrième tour   |
| 2002-2003                                                                               | Premier League | 15e         | 47          | 38          | 14          | 5           | 19          | 58          | 57          | +1          | Quarts de finale   | Troisième tour    | —                 | C3              | Troisième tour   |
| 2003-2004                                                                               | Premier League | 19e         | 33          | 38          | 8           | 9           | 21          | 40          | 79          | -39         | Troisième tour     | Troisième tour    | —                 | —               | —                |
| 2004-2005                                                                               | Championship   | 14e         | 60          | 46          | 14          | 18          | 14          | 49          | 52          | -3          | Troisième tour     | Troisième tour    | —                 | —               | —                |
| 2005-2006                                                                               | Championship   | 5e          | 78          | 46          | 21          | 15          | 10          | 57          | 38          | +19         | Troisième tour     | Troisième tour    | —                 | —               | —                |
| 2006-2007                                                                               | Championship   | 24e         | 36          | 46          | 13          | 7           | 26          | 46          | 72          | -26         | Troisième tour     | Troisième tour    | —                 | —               | —                |
| 2007-2008                                                                               | League One     | 5e          | 76          | 46          | 27          | 10          | 9           | 72          | 38          | +34         | Premier tour       | Deuxième tour     | —                 | —               | —                |
| 2008-2009                                                                               | League One     | 4e          | 84          | 46          | 26          | 6           | 14          | 77          | 49          | +28         | Deuxième tour      | Quatrième tour    | —                 | —               | —                |
| 2009-2010                                                                               | League One     | 2e          | 86          | 46          | 25          | 11          | 10          | 77          | 44          | +33         | Quatrième tour     | Troisième tour    | —                 | —               | —                |
| 2010-2011                                                                               | Championship   | 7e          | 72          | 46          | 19          | 15          | 12          | 81          | 70          | +11         | Troisième tour     | Deuxième tour     | —                 | —               | —                |
| 2011-2012                                                                               | Championship   | 14e         | 61          | 46          | 17          | 10          | 19          | 65          | 68          | -3          | Troisième tour     | Troisième tour    | —                 | —               | —                |
| 2012-2013                                                                               | Championship   | 13e         | 61          | 46          | 17          | 10          | 19          | 57          | 66          | -9          | Cinquième tour     | Cinquième tour    | —                 | —               | —                |
| 2013-2014                                                                               | Championship   | 15e         | 57          | 46          | 16          | 9           | 21          | 59          | 67          | -8          | Troisième tour     | Troisième tour    | —                 | —               | —                |
| 2014-2015                                                                               | Championship   | 15e         | 56          | 46          | 15          | 11          | 20          | 50          | 61          | -11         | Troisième tour     | Deuxième tour     | —                 | —               | —                |
| 2015-2016                                                                               | Championship   | 13e         | 59          | 46          | 14          | 17          | 15          | 50          | 58          | -8          | Cinquième tour     | Premier tour      | —                 | —               | —                |
| 2016-2017                                                                               | Championship   | 7e          | 75          | 46          | 22          | 9           | 15          | 61          | 47          | +14         | Quatrième tour     | Cinquième tour    | —                 | —               | —                |
| 2017-2018                                                                               | Championship   | 13e         | 60          | 46          | 17          | 9           | 20          | 59          | 64          | -5          | Troisième tour     | Quatrième tour    | —                 | —               | —                |
| 2018-2019                                                                               | Championship   | 3e          | 83          | 46          | 25          | 8           | 13          | 73          | 50          | +23         | Troisième tour     | Deuxième tour     | —                 | —               | —                |
| 2019-2020                                                                               | Championship   | 1er         | 93          | 46          | 28          | 9           | 9           | 77          | 35          | +42         | Troisième tour     | Deuxième tour     | —                 | —               | —                |
| 2020-2021                                                                               | Premier League | 9e          | 59          | 38          | 18          | 5           | 15          | 62          | 54          | +8          | Troisième tour     | Deuxième tour     | —                 | —               | —                |
| 2021-2022                                                                               | Premier League | 17e         | 38          | 38          | 9           | 11          | 18          | 42          | 79          | -37         | Troisième tour     | Quatrième tour    | —                 | —               | —                |
| 2022-2023                                                                               | Premier League | 19e         | 31          | 38          | 7           | 10          | 21          | 48          | 78          | -30         | Quatrième tour     | Troisième tour    | —                 | —               | —                |
| 2023-2024                                                                               | Championship   | 3e          | 90          | 46          | 27          | 9           | 10          | 81          | 43          | +38         | Cinquième tour     | Deuxième tour     | —                 | —               | —                |
| 2024-2025                                                                               | Championship   | 1er         | 100         | 46          | 29          | 13          | 4           | 95          | 30          | +65         | Quatrième tour     | Premier tour      | —                 | —               | —                |